# Maria Neustift
Maria Neustift là một đô thị thuộc huyện Steyr-Land thuộc bang Oberösterreich, Áo. Đô thị Maria Neustift có diện tích 46 km², dân số thời điểm năm 2006 là 1650 người.